# Самсонов Сергій Вікторович
Сергій Вікторович Самсонов (рос. Сергей Викторович Самсонов; народився 27 жовтня 1978 у м. Москві, СРСР) — російський хокеїст, лівий нападник. Заслужений майстер спорту Росії (2002).
Виступав за ЦСКА (Москва), «Детройт Вайперс» (ІХЛ), «Бостон Брюїнс», «Динамо» (Москва), «Едмонтон Ойлерс», «Монреаль Канадієнс», «Чикаго Блекгокс», «Кароліна Гаррікейнс», «Рокфорд АйсГогс» (АХЛ).
У складі національної збірної Росії учасник зимових Олімпійських ігор 2002. У складі молодіжної збірної Росії учасник чемпіонатів світу 1996 і 1997. У складі юніорської збірної Росії учасник чемпіонату Європи 1995 і 1996.
Бронзовий призер зимових Олімпійських ігор 2002. Володар Пам'ятного трофея Колдера (1999). Чемпіон Росії (2005).